# JP-5

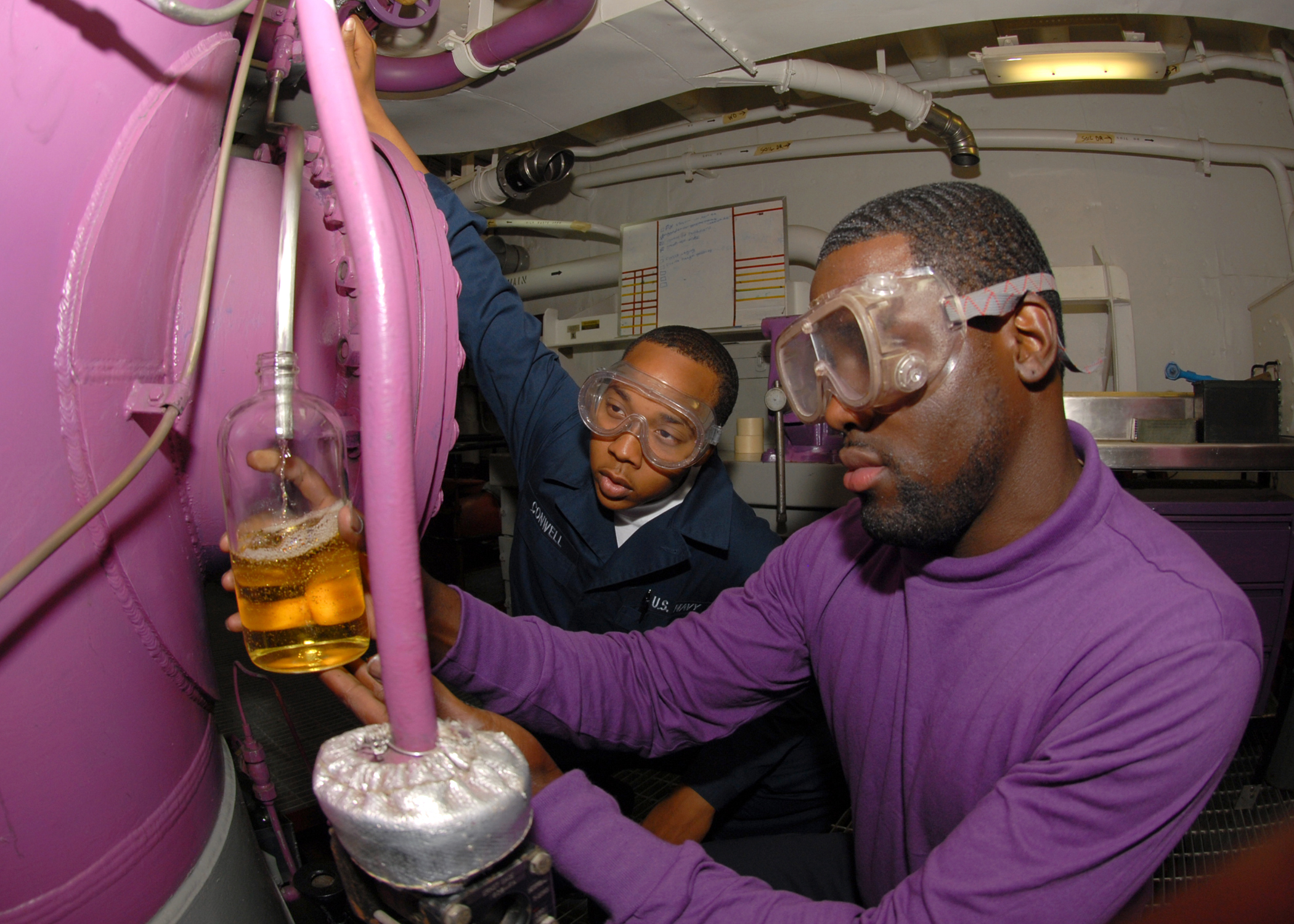
Prélevement d'un échantillon de JP-5 à bord de l'USS Bonhomme Richard (LHD-6) en 2008.

JP-5, ou JP5 (JP de l’anglais « Jet Propellant »), est un carburant pour avions à réaction avec un point d'inflammabilité élevé (à partir de 60 °C) développé en 1952 pour un usage militaire, plus particulièrement comme carburant pour les avions des porte-avions où le risque d'incendie est important.

## Description
C'est un liquide jaune, basé sur le kérosène. Son point de congélation est −46 °C.
Il reste le carburant principal pour les avions de l'US Navy. Il est moins volatil que le JP-8.
Son code OTAN est F-44.